# الکساندر میتا
الکساندر میتا (به روسی: Алекса́ндр Нау́мович Митта́؛ ‏ ۲۸ مارس ۱۹۳۳ – ۱۴ ژوئیهٔ ۲۰۲۵) کارگردان فیلم، بازیگر و فیلم‌نامه‌نویس اهل روسیه بود.
وی دانش‌آموختهٔ مؤسسه سینمایی گراسیموف بود و برندهٔ جوایزی همچون هنرمند مردمی فدراسیون روسیه شده‌بود.

## زندگی‌نامه مختصر
وی در ۲۸ مارس ۱۹۳۳ به دنیا آمد. او ابتدا در رشته مهندسی تحصیل کرد و در سال ۱۹۵۵ فارغ‌التحصیل شد. سپس به عنوان کارتونیست در مجلات هنری و طنز فعالیت می‌کرد. در سال ۱۹۶۰، میتا در دانشکده کارگردانی فیلم در مؤسسه سینمایی گراسیموف فارغ‌التحصیل شد.
حرفه کارگردانی و فیلمنامه‌نویسی میتا از دهه ۱۹۶۰ تا دهه ۲۰۱۰ ادامه یافت. از جمله فیلم‌های معروف او می‌توان به درخشش، درخشش، ستاره من (۱۹۷۰) اشاره کرد که در آن بازیگران در زمان انقلاب روسیه تلاش می‌کنند که زنده بمانند و به کار خود ادامه دهند، یا فیلم پرهزینه هواپیمای خدمه (۱۹۷۹) که در سبک فیلم‌های فاجعه‌ای ساخته شده است. برای کارهایش، میتا جوایز متعددی در شوروی و روسیه دریافت کرد.
در سال ۱۹۸۰، میتا به عنوان عضو هیئت داوران در سی‌امین جشنواره بین‌المللی فیلم برلین حضور داشت.
میتا در سال ۲۰۱۴ از الحاق کریمه به روسیه حمایت کرد، گرچه اشاره کرد که این موضوع باعث حواس‌پرتی از سایر مشکلاتی شده است که روسیه با آن‌ها مواجه است.
الکساندر میتا در ۱۴ ژوئیه ۲۰۲۵ در سن ۹۲ سالگی درگذشت.